# Toppila
Toppila (en finnois : Toppilan kaupunginosa) est  un  quartier du district de Koskela de la ville d'Oulu en Finlande.

## Description
Le quartier compte 5 356 habitants (31.12.2018).

## Galerie

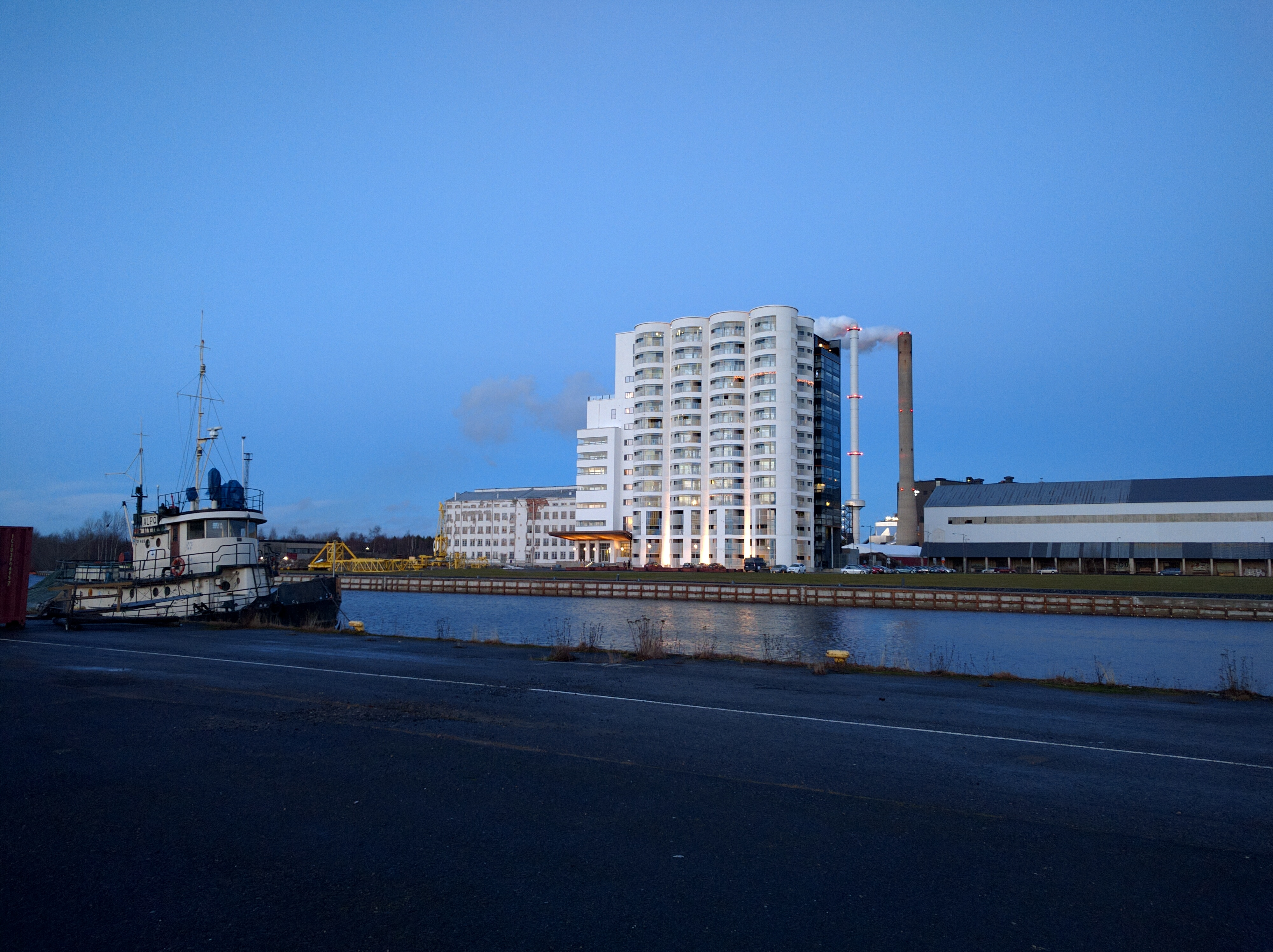
Bâtiment résidentiel de Toppilansalmi.
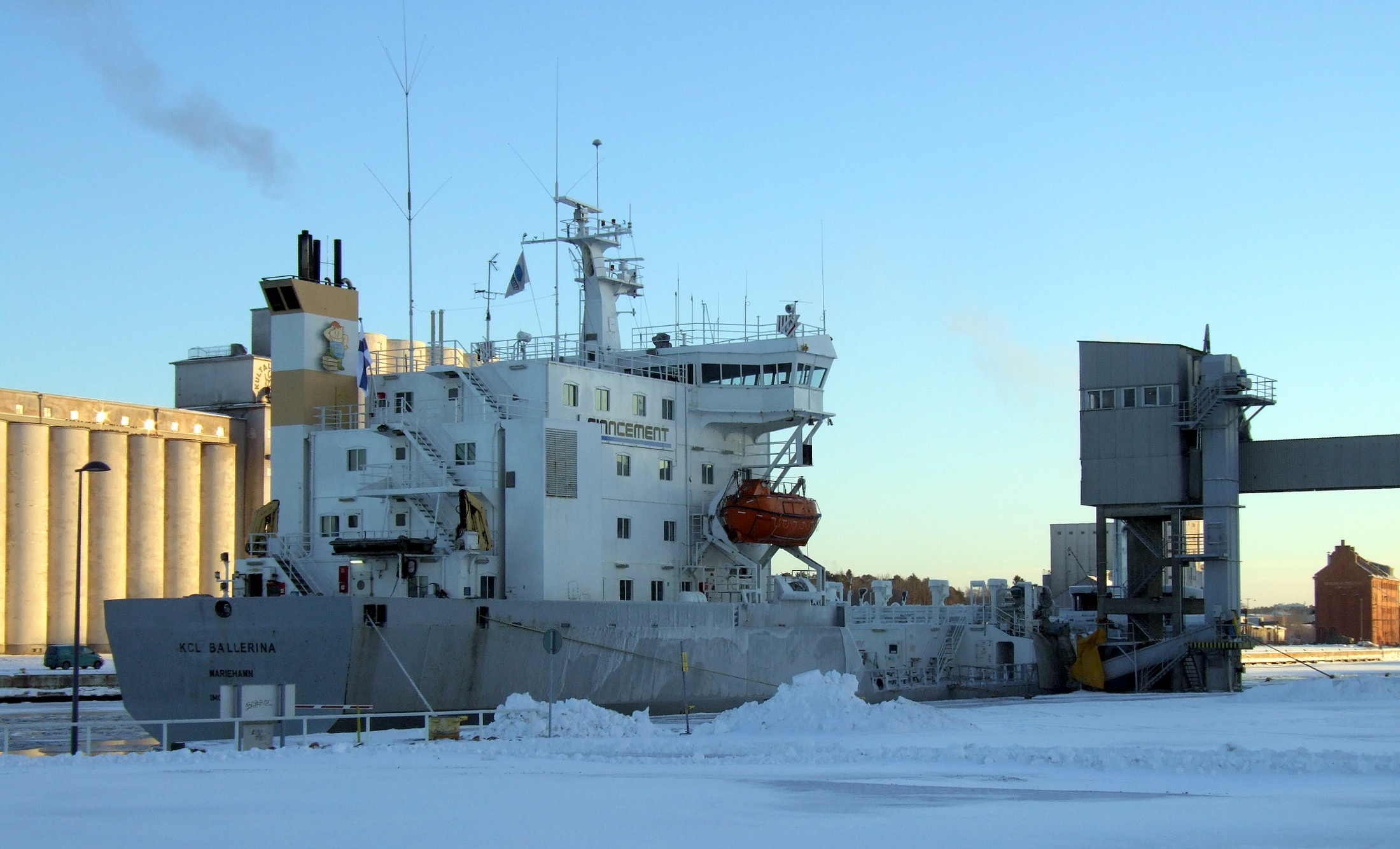
M/S KCL Ballerina au port de Toppila.
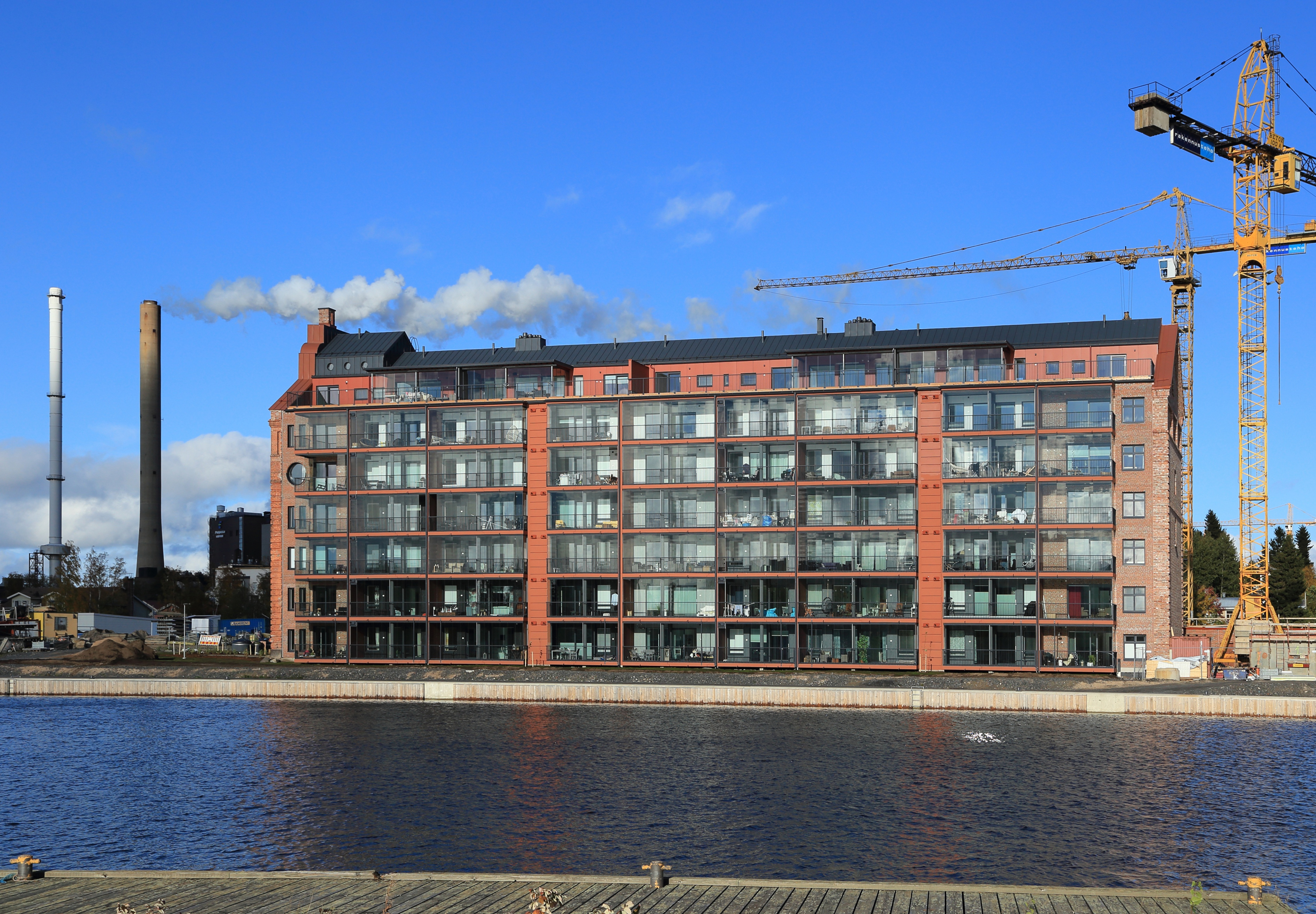
Höyrymyllytie 8.
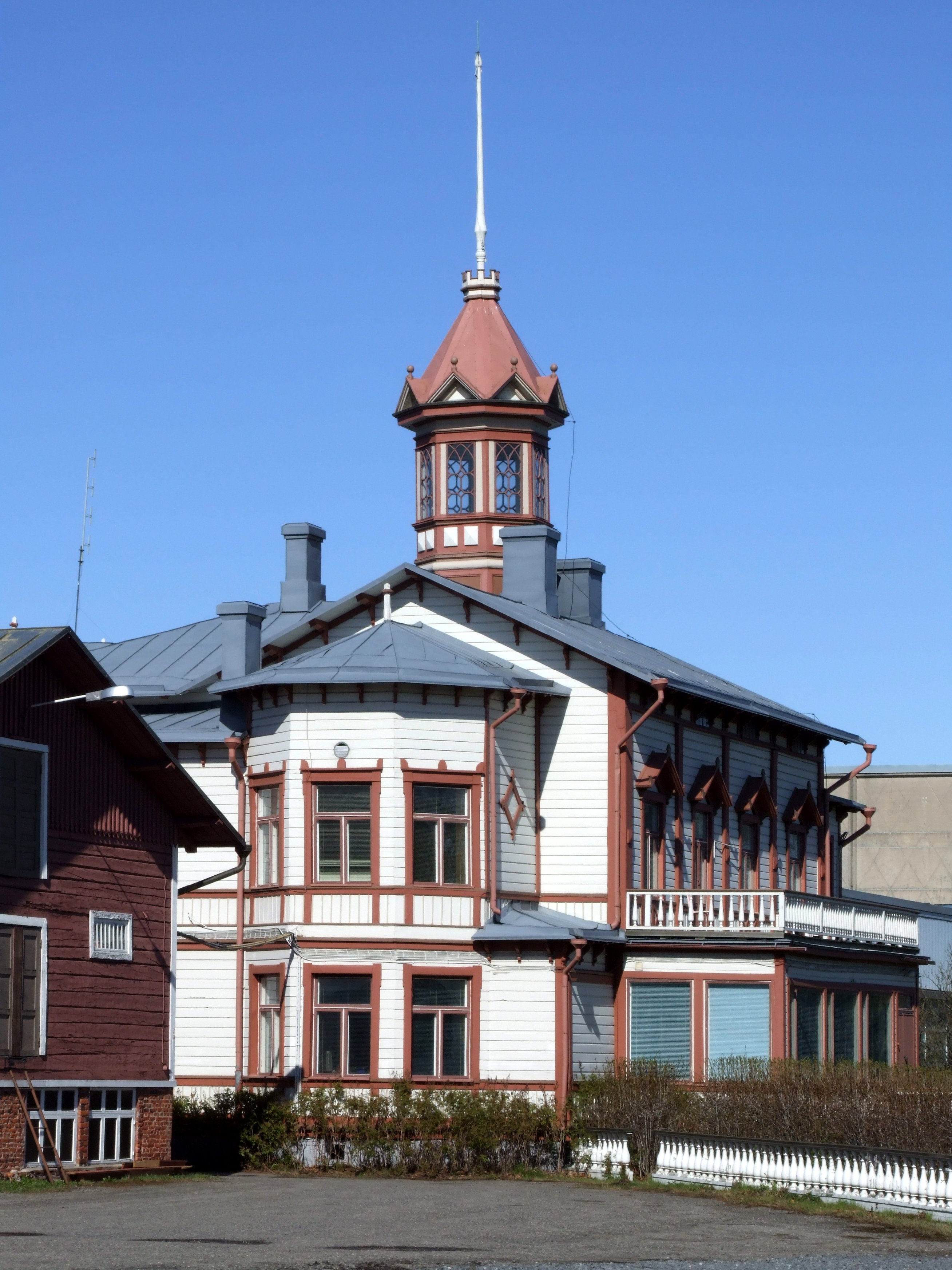
Villa de la brasserie de Toppila.